# Ingvar Grauers
Ingvar Anders Harald Grauers, född 31 mars 1911 i Oskarshamn, död 27 augusti 1997 i Engelbrekts församling i Stockholm, var en svensk diplomat.

## Biografi
Grauers var son till borgmästaren Henning Grauers och Sigrid Ekelund samt bror till  Gunhild Eriksson, Nils Grauers, Allan Grauers, Einar Grauers, Bertrand Grauers och Walter Grauers. Han tog studentexamen i Eksjö 1929, blev fil.kand. i Lund 1932 och jur.kand. 1936. Grauers blev attaché vid Utrikesdepartementet (UD) 1937 och tjänstgjorde i Helsingfors 1937, London 1937, Hamburg 1939, vid UD 1939, Berlin 1940 och i Köpenhamn 1942. Han var andre legationssekreterare 1944 (tillförordnad 1943), andre vicekonsul i New York 1944, förste vicekonsul i Minneapolis 1947 (tillförordnad 1945) och förste beskickningssekreterare i Nanjing och Peking1948-1951.
Grauers var tillförordnad chargé d’affaires i Peking 1950, förste sekreterare vid UD 1952–1953 samt konsul och chef för generalkonsulatet i Istanbul 1953–1957. Han var därefter tillförordnad chargé d’affaires i Tel Aviv 1956, ambassadråd i Köpenhamn 1957–1960, generalkonsul i Montréal 1960–1965 samt sändebud i  Bogotá, Quito och Panama City 1965–1976. Grauers avslutade sin karriär som samarbetande jurist vid Guit Österlinds advokatbyrå i Stockholm 1976–1988.
Grauers gifte sig 1940 med Marianne Rääf (1917–1970), dotter till jägmästaren Helis Rääf och Ingrid Fagerholm. Han var far till Bo (född 1943) och Göran (född 1946).

## Utmärkelser
Grauers utmärkelser:
- Kommendör av Nordstjärneorden(KNO)
- Kommendör av Danska Dannebrogorden (KDDO)
- Riddare av 1. klass av Finlands Vita Ros’ orden (RFinlVRO1kl)
- Riddare av Nederländska Oranien-Nassauorden (RNedONO)